# Burgsee (Bad Salzungen)
Der Burgsee ist ein bis zu 25 m tiefer, kreisrunder Erdfallsee im Zentrum der Kur- und Kreisstadt Bad Salzungen im Wartburgkreis in Thüringen. 

## Lage

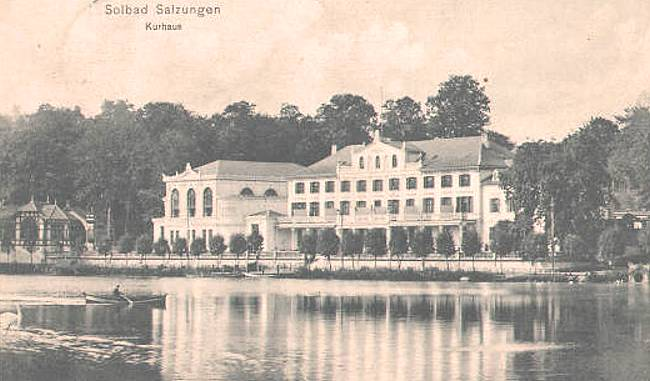
Burgsee mit Kurhaus (1900)

Der Burgsee befindet sich südlich der Altstadt von Bad Salzungen. Ein Rundweg, der am nordwestlichen Ufer als Promenade ausgebaut ist, führt um den See herum. Wichtige Bauwerke in unmittelbarer Nähe des Sees sind das Kurhaus, die Mauerreste der mittelalterlichen Schnepfenburg am Nordwestufer, der Haunsche Hof und das Planetarium. Das am Südostufer unmittelbar neben dem Planetarium gelegene Fachwerkhaus der früheren Station Junger Naturforscher und Techniker fiel im August 2013 einem Brand zum Opfer. Das Ostufer ist von Wohnhäusern gesäumt, die überwiegend in den 1990er Jahren errichtet wurden. Jeweils etwa 100 Meter vom See entfernt befinden sich die evangelische Stadtkirche und die katholische Andreaskirche. Südlich des Sees schließt sich der Rathenaupark an.

## Beschreibung
Der Burgsee hat einen Umfang von 1,15 km und ist bis zu 25 m tief eingesenkt in den mittleren Buntsandstein. Der See hat keinen sichtbaren Zu- und Ablauf, er wird von Quellen am Grund und von Niederschlagswasser gespeist. Eine Besonderheit ist der hohe Phosphatgehalt des Wassers.
Nachdem 2013 ein kontinuierlich absinkender Wasserstand des Sees zu verzeichnen war, wurde durch den örtlichen Abwasserverband in Absprache mit der Stadtverwaltung und der zuständigen Wasserbehörde eine kontinuierliche Onlinemessung des Wasserstandes installiert. Das Absinken des Wasserstandes konnte im März 2014 durch die Sanierung eines vorbeiführenden Abwasserkanals vermindert werden.